# Nicolas Cage-filmográfia

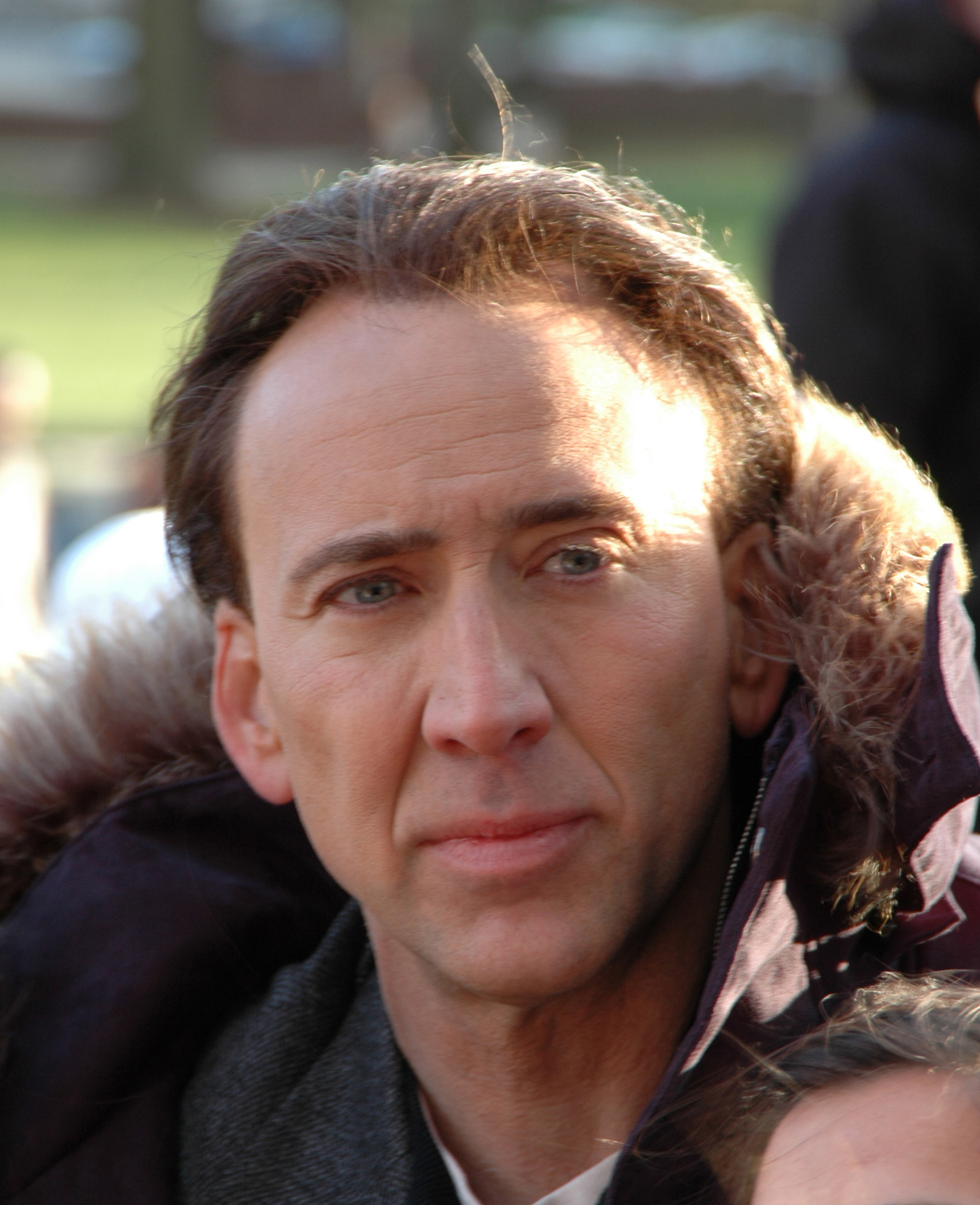
A nemzet aranya: Titkok könyve forgatásán 2006-ban

Nicolas Cage Oscar-díjas amerikai színész és producer.
1981-ben kezdte színészi karrierjét a The Best of Times című televíziós próbaepizódban játszott szerepével. A következő évben a Változó világ című filmben debütált játékfilmes színészként. Ez volt a második és egyben utolsó alkalom, hogy Nicolas Coppola születési nevén tűnt fel: később megváltoztatta szakmai nevét, hogy elkerülje a Coppola családdal való kapcsolata miatt felmerülő nepotizmus vádját. 1983-ban főszerepet játszott a Lány a völgyből című romantikus tinivígjátékban Deborah Foreman mellett. A film kritikai dicséretet kapott, a Rotten Tomatoes pedig úgy foglalta össze: "bolondos, mégis kedves film, a két főszereplő magával ragadó alakításával".
1984-ben az ír-amerikai maffia bérgyilkos Mad Dog Coll ("Vincent Dwyer") kitalált változatát alakította a Gengszterek klubjában, továbbá szerepelt a Madárka című filmben, amelyet a National Board of Review az év tíz legjobb filmje közé választotta. 1986-ban Ned Hanlant játszotta A kék mezes fiúban és Charlie Bodellt az Előre a múltba című romantikus fantasyfilmben, majd a Coen testvérek által írt és rendezett Arizonai ördögfióka (1987) című bűnügyi vígjáték főszereplője lett. 1988-ban a Holdkórosok című filmben nyújtott alakításáért Golden Globe-díjra jelölték legjobb férfi főszereplő – musical vagy vígjáték kategóriában. 1989-ben szerepelt A vámpír csókja vígjátékban, amely bevételi szempontból kudarcot vallott, viszont később kultuszfilmként rajongótáborra tett szert. A The New York Times úgy jellemezte filmet, mint amit "Mr. Cage kaotikus, önfeledt előadása dominál és rombol le".
1992-ben Cage megkapta második Golden Globe-jelölését az Első állomás: Las Vegas című filmért. Három évvel később egy öngyilkos hajlamú alkoholistát alakított a kritikusok által elismert Las Vegas, végállomás című filmben. Az alakításáért a legjobb férfi főszereplőnek járó BAFTA-díjra jelölték, és elnyerte a legjobb színésznek járó Golden Globe-díjat a legjobb drámai filmszínész kategóriában, valamint a legjobb színésznek járó Oscar-díjat. 2002-ben a Sonny című filmmel debütált rendezőként, egy másik, a kritikusok által is elismert filmben, az Adaptációban pedig Charlie Kaufman filmrendezőt alakította, amiért a legjobb színésznek járó Oscar-, BAFTA- és Golden Globe-díjra jelölték.
Azóta számos akció- és drámafilmben kapott szerepet, amelyek közül sokat csak DVD-n adtak ki. Ez idő alatt a különböző filmműfajokban való részvétele növelte népszerűségét, és kultikus rajongótáborra tett szert. A The Guardian a következőket jegyzi meg: "Cage kezében a karikatúraszerű pillanatok valódi érzelmekkel telítődnek, és a valódi érzelmek rajzfilmekké válnak. Szeszélyes és kiszámíthatatlan; magával ragadó és önfejű. Ő egy előadóművész, egy trubadúr, egy dzsesszzenész." 2013-ban ő szólaltatta meg Grugot a Croodék című animációs filmben, amely a legnagyobb bevételt hozó mozifilmje lett. További szinkronszerepei közé tartozik Superman a Tini titánok, harcra fel! – A moziban (2018) és Pókember a Pókember: Irány a Pókverzum! (2018) című filmekben. A közelmúltban több, kritikusok által elismert filmben is szerepelt, köztük a Mandy – A bosszú kultusza (2018), a Szín az űrből (2019) és a Disznó (2021) című filmekben.
Leggyakoribb magyar hangja Józsa Imre volt, de Csankó Zoltán is tucatnyi alkalommal kölcsönözte hangját a színésznek.

## Filmogáfia

### Film

#### Filmproducer
| Év   | Magyar cím                                  | Eredeti cím                                  | Rendező             | Megjegyzések    |
| ---- | ------------------------------------------- | -------------------------------------------- | ------------------- | --------------- |
| 2000 |                                             | Bel Air                                      | Christopher Coppola |                 |
| 2000 | A vámpír árnyéka                            | Shadow of the Vampire                        | E. Elias Merhige    |                 |
| 2002 | Sonny                                       | Sonny                                        | Nicolas Cage        | filmrendező     |
| 2003 | David Gale élete                            | The Life of David Gale                       | Alan Parker         |                 |
| 2005 | Fegyvernepper                               | Lord of War                                  | Andrew Niccol       |                 |
| 2006 | Rejtélyek szigete                           | The Wicker Man                               | Neil LaBute         |                 |
| 2007 | Next – A holnap a múlté                     | Next                                         | Lee Tamahori        |                 |
| 2007 | Veszélyes Bangkok                           | Bangkok Dangerous                            | Pang Brothers       |                 |
| 2007 | A varázslótanonc                            | The Sorcerer's Apprentice                    | Jon Turteltaub      | vezető producer |
| 2012 | Ezer szó                                    | A Thousand Words                             | Brian Robbins       |                 |
| 2012 |                                             | Can't Stand Losing You: Surviving the Police | Andy Grieve         | dokumentumfilm  |
| 2017 | Bosszú szeretetből                          | Vengeance: A Love Story                      | Johnny Martin       |                 |
| 2019 |                                             | A Score to Settle                            | Shawn Ku            | vezető producer |
| 2021 | Willy mesevilága                            | Willy's Wonderland                           | Kevin Lewis         |                 |
| 2021 | Disznó                                      | Pig                                          | Michael Sarnoski    |                 |
| 2022 | A gigantikus tehetség elviselhetetlen súlya | The Unbearable Weight of Massive Talent      | Tom Gormican        |                 |

#### Filmszínész
| Év   | Magyar cím                                             | Eredeti cím                              | Szerep                                | Magyar hang            | Ref.    |
| ---- | ------------------------------------------------------ | ---------------------------------------- | ------------------------------------- | ---------------------- | ------- |
| 1982 | Változó világ                                          | Fast Times at Ridgemont High             | Brad barátja (Nicolas Coppola néven)  |                        | [ 14 ]  |
| 1983 | Lány a völgyből                                        | Valley Girl                              | Randy                                 | Hanyecz Róbert         | [ 15 ]  |
| 1983 | Rablóhal                                               | Rumble Fish                              | Smokey                                | Markovics Tamás        | [ 16 ]  |
| 1984 | Versenyfutás a Holddal                                 | Racing with the Moon                     | Nicky                                 | Józsa Imre             | [ 17 ]  |
| 1984 | Gengszterek klubja                                     | The Cotton Club                          | Vincent Dwyer                         | Stohl András           | [ 18 ]  |
| 1984 | Madárka                                                | Birdy                                    | Al Columbato                          | Berzsenyi Zoltán       | [ 19 ]  |
| 1986 | Előre a múltba                                         | Peggy Sue Got Married                    | Charlie Bodell                        | Schnell Ádám           | [ 20 ]  |
| 1986 | Előre a múltba                                         | Peggy Sue Got Married                    | Charlie Bodell                        | Viczián Ottó           | [ 20 ]  |
| 1986 | A kék mezes fiú                                        | The Boy in Blue                          | Ned Hanlan                            |                        | [ 21 ]  |
| 1987 | Arizonai ördögfióka                                    | Raising Arizona                          | H.I. McDunnough                       | Kaszás Attila          | [ 22 ]  |
| 1987 | Holdkórosok                                            | Moonstruck                               | Ronny Cammareri                       | Szabó Sipos Barnabás   | [ 23 ]  |
| 1988 | A vámpír csókja                                        | Vampire's Kiss                           | Peter Loew                            | Cseke Péter            | [ 24 ]  |
| 1989 | Kedden soha                                            | Never on Tuesday                         | férfi piros sportkocsiban (cameo)     |                        | [ 25 ]  |
| 1989 |                                                        | Tempo di uccidere                        | Enrico Silvestri                      |                        | [ 26 ]  |
| 1990 | Veszett a világ                                        | Wild at Heart                            | Ripley, a tengerész                   | Schnell Ádám           | [ 27 ]  |
| 1990 | Veszett a világ                                        | Wild at Heart                            | Ripley, a tengerész                   | Nagy Ervin             | [ 27 ]  |
| 1990 | Tűzmadár akció                                         | Fire Birds                               | Jake Preston                          | Sinkovits-Vitay András | [ 28 ]  |
| 1991 | Zandalee                                               | Zandalee                                 | Johnny Collins                        | Csankó Zoltán          | [ 29 ]  |
| 1992 | Első állomás: Las Vegas                                | Honeymoon in Vegas                       | Jack Singer                           | Józsa Imre             | [ 30 ]  |
| 1992 | Első állomás: Las Vegas                                | Honeymoon in Vegas                       | Jack Singer                           | Kőszegi Ákos           | [ 30 ]  |
| 1993 | Amos és Andrew bilincsben                              | Amos & Andrew                            | Amos Odell                            | Csankó Zoltán          | [ 31 ]  |
| 1993 | Amos és Andrew bilincsben                              | Amos & Andrew                            | Amos Odell                            | Czvetkó Sándor         | [ 31 ]  |
| 1993 | Red Rock West – Amikor egy bérgyilkos is több a soknál | Red Rock West                            | Michael                               | Schnell Ádám           | [ 32 ]  |
| 1993 | Gyilkos kábulat                                        | Deadfall                                 | Eddie                                 | Melis Gábor            | [ 33 ]  |
| 1993 | Gyilkos kábulat                                        | Deadfall                                 | Eddie                                 | Józsa Imre             | [ 33 ]  |
| 1994 | Az öreg hölgy és a testőr                              | Guarding Tess                            | Doug Chesnic                          | Schnell Ádám           | [ 34 ]  |
| 1994 | Sorsjegyesek                                           | It Could Happen to You                   | Charlie Lang                          | Józsa Imre             | [ 35 ]  |
| 1994 | A paradicsom foglyai                                   | Trapped in Paradise                      | Bill Firpo                            | Gergely Róbert         | [ 36 ]  |
| 1994 |                                                        | A Century of Cinema (dokumentumfilm)     | önmaga                                |                        | [ 37 ]  |
| 1995 | Megérint a halál                                       | Kiss of Death                            | Little Junior Brown                   | Kőszegi Ákos           | [ 38 ]  |
| 1995 | Las Vegas, végállomás                                  | Leaving Las Vegas                        | Ben Sanderson                         | Csankó Zoltán          | [ 39 ]  |
| 1996 | A szikla                                               | The Rock                                 | Stanley Goodspeed                     | Józsa Imre             | [ 40 ]  |
| 1997 | Con Air – A fegyencjárat                               | Con Air                                  | Cameron Poe                           | Józsa Imre             | [ 41 ]  |
| 1997 | Ál/Arc                                                 | Face/Off                                 | Castor Troy                           | Józsa Imre             | [ 42 ]  |
| 1998 | Angyalok városa                                        | City of Angels                           | Seth                                  | Rátóti Zoltán          | [ 43 ]  |
| 1998 | Az utolsó dobás                                        | Snake Eyes                               | Rick Santoro                          | Józsa Imre             | [ 44 ]  |
| 1999 | 8 milliméter                                           | 8mm                                      | Tom Welles                            | Józsa Imre             | [ 45 ]  |
| 1999 | A holtak útja                                          | Bringing Out the Dead                    | Frank Pierce                          | Józsa Imre             | [ 46 ]  |
| 2000 | Tolvajtempó                                            | Gone in 60 Seconds                       | Memphis Raines                        | Józsa Imre             | [ 47 ]  |
| 2000 | Segítség, apa lettem!                                  | The Family Man                           | Jack Campbell                         | Józsa Imre             | [ 48 ]  |
| 2001 | Corelli kapitány mandolinja                            | Captain Corelli's Mandolin               | Antonio Corelli kapitány              | Józsa Imre             | [ 49 ]  |
| 2001 | Karácsonyi ének                                        | Christmas Carol: The Movie               | Jacob Marley (hangja)                 | Józsa Imre             | [ 50 ]  |
| 2002 | A fegyverek szava                                      | Windtalkers                              | Joe Enders                            | Józsa Imre             | [ 51 ]  |
| 2002 | Sonny                                                  | Sonny                                    | Acid Yellow                           | Gardi Tamás            | [ 52 ]  |
| 2002 | Adaptáció                                              | Adaptation                               | Charlie Kaufman / Donald Kaufman      | Csankó Zoltán          | [ 53 ]  |
| 2003 | Trükkös fiúk                                           | Matchstick Men                           | Roy Waller                            | Józsa Imre             | [ 54 ]  |
| 2004 | A nemzet aranya                                        | National Treasure                        | Benjamin Franklin Gates               | Józsa Imre             | [ 55 ]  |
| 2005 | Fegyvernepper                                          | Lord of War                              | Jurij Orlov                           | Józsa Imre             | [ 56 ]  |
| 2005 | Az időjós                                              | The Weather Man                          | David Spritz                          | Józsa Imre             | [ 57 ]  |
| 2006 | Hangya boy                                             | The Ant Bully                            | Zoc (hangja)                          | Józsa Imre             | [ 58 ]  |
| 2006 | World Trade Center                                     | World Trade Center                       | John McLoughlin                       | Józsa Imre             | [ 59 ]  |
| 2006 | Rejtélyek szigete                                      | The Wicker Man                           | Edward Malus                          | Józsa Imre             | [ 60 ]  |
| 2007 | A szellemlovas                                         | Ghost Rider                              | Johnny Blaze / Szellemlovas           | Józsa Imre             | [ 61 ]  |
| 2007 | Grindhouse – Halálbiztos                               | Grindhouse                               | Fu Manchu (stáblistán nem szerepel)   | Józsa Imre             | [ 62 ]  |
| 2007 | Next – A holnap a múlté                                | Next                                     | Cris Johnson                          | Józsa Imre             | [ 63 ]  |
| 2007 | A nemzet aranya: Titkok könyve                         | National Treasure: Book of Secrets       | Benjamin Franklin Gates               | Józsa Imre             | [ 64 ]  |
| 2008 | Veszélyes Bangkok                                      | Bangkok Dangerous                        | Joe                                   | Józsa Imre             | [ 65 ]  |
| 2009 | Képlet                                                 | Knowing                                  | John Koestler                         | Józsa Imre             | [ 66 ]  |
| 2009 | G-Force – Rágcsávók                                    | G-Force                                  | V-kond (hangja)                       | Scherer Péter          | [ 67 ]  |
| 2009 | Mocskos zsaru – New Orleans utcáin                     | Bad Lieutenant: Port of Call New Orleans | Terence McDonagh                      | Józsa Imre             | [ 68 ]  |
| 2009 | Astro Boy                                              | Astro Boy                                | Dr. Tenma (hangja)                    | Józsa Imre             | [ 69 ]  |
| 2010 | HA/VER                                                 | Kick-Ass                                 | Damon Macready / Big Daddy            | Józsa Imre             | [ 70 ]  |
| 2010 | A varázslótanonc                                       | The Sorcerer's Apprentice                | Balthazar                             | Józsa Imre             | [ 71 ]  |
| 2011 | Boszorkányvadászat                                     | Season of the Witch                      | Behmen                                | Józsa Imre             | [ 72 ]  |
| 2011 | Féktelen harag                                         | Drive Angry                              | Milton                                | Józsa Imre             | [ 73 ]  |
| 2011 | A bosszú jogán                                         | Seeking Justice                          | Will Gerard                           | Józsa Imre             | [ 74 ]  |
| 2011 | Túszjátszma                                            | Trespass                                 | Kyle Miller                           | Józsa Imre             | [ 75 ]  |
| 2011 | A szellemlovas – A bosszú ereje                        | Ghost Rider: Spirit of Vengeance         | Johnny Blaze / Szellemlovas           | Józsa Imre             | [ 76 ]  |
| 2012 | Elárulva                                               | Stolen                                   | Will Montgomery                       | Józsa Imre             | [ 77 ]  |
| 2013 | Croodék                                                | The Croods                               | Grug (hangja)                         | Schnell Ádám           | [ 78 ]  |
| 2013 | Dermesztő rémület                                      | The Frozen Ground                        | Jack Halcombe őrmester                | Csankó Zoltán          | [ 79 ]  |
| 2013 | Joe                                                    | Joe                                      | Joe                                   | Józsa Imre             | [ 80 ]  |
| 2014 | Könyörtelen düh                                        | Rage / Tokarev                           | Paul Maguire                          | Csankó Zoltán          | [ 81 ]  |
| 2014 | A becsület lovagjai                                    | Outcast                                  | Gallain                               | Csankó Zoltán          | [ 82 ]  |
| 2014 | Az otthagyottak                                        | Left Behind                              | Rayford Steele                        | Schnell Ádám           | [ 83 ]  |
| 2014 | Az otthagyottak                                        | Left Behind                              | Rayford Steele                        | Csankó Zoltán          | [ 83 ]  |
| 2014 | A fény halála                                          | Dying of the Light                       | Evan Lake                             | Kulka János            | [ 84 ]  |
| 2015 | A louisianai befutó                                    | The Runner                               | Colin Pryce                           | Józsa Imre             | [ 85 ]  |
| 2015 | A sötétség kapui                                       | Pay the Ghost                            | Mike Lawford                          | Józsa Imre             | [ 86 ]  |
| 2016 | Bizalom                                                | The Trust                                | Stone                                 | Rátóti Zoltán          | [ 87 ]  |
| 2016 | Züllöttség                                             | Dog Eat Dog                              | Troy                                  | Csankó Zoltán          | [ 88 ]  |
| 2016 | Snowden                                                | Snowden                                  | Hank Forrester                        | Csankó Zoltán          | [ 89 ]  |
| 2016 | A bátrak háborúja                                      | USS Indianapolis: Men of Courage         | Charles B. McVay kapitány             | Csankó Zoltán          | [ 90 ]  |
| 2016 | Egyszemélyes hadsereg                                  | Army of One                              | Gary Faulkner                         | Törköly Levente        | [ 91 ]  |
| 2017 | Két testvér, egy lövés                                 | Arsenal                                  | Eddie King                            | Csankó Zoltán          | [ 92 ]  |
| 2017 | Bosszú szeretetből                                     | Vengeance: A Love Story                  | John                                  | Rátóti Zoltán          | [ 93 ]  |
| 2017 | Végzetes vágyakozás                                    | Inconceivable                            | Brian                                 | Csankó Zoltán          | [ 94 ]  |
| 2017 | Szörnyszülők                                           | Mom and Dad                              | Brent                                 | Csankó Zoltán          | [ 95 ]  |
| 2018 | Mandy – A bosszú kultusza                              | Mandy                                    | Red Miller                            | Csankó Zoltán          | [ 96 ]  |
| 2018 | Ne nézz a tükörbe!                                     | Looking Glass                            | Ray                                   | Csankó Zoltán          | [ 97 ]  |
| 2018 | Az emberiség minisztérium                              | The Humanity Bureau                      | Noah Kross                            | Kőszegi Ákos           | [ 98 ]  |
| 2018 | Brutális bankrablás                                    | 211                                      | Mike Chandler                         | Csankó Zoltán          | [ 99 ]  |
| 2018 | Tini titánok, harcra fel! – A moziban                  | Teen Titans Go! To the Movies            | Superman (hangja)                     | Pál Tamás              | [ 100 ] |
| 2018 | Pókember: Irány a Pókverzum!                           | Spider-Man: Into the Spider-Verse        | Peter Parker / Pókember Noir (hangja) | Schnell Ádám           | [ 101 ] |
| 2018 |                                                        | Between Worlds                           | Joe Majors                            |                        | [ 102 ] |
| 2019 |                                                        | Love, Antosha (dokumentumfilm)           | narrátor (hangja)                     |                        | [ 103 ] |
| 2019 |                                                        | A Score to Settle                        | Frank                                 |                        | [ 104 ] |
| 2019 | Szín az űrből                                          | Color Out of Space                       | Nathan                                |                        | [ 105 ] |
| 2019 | Versenyfutás az ördöggel                               | Running with the Devil                   | A szakács                             | Rátóti Zoltán          | [ 106 ] |
| 2019 |                                                        | Kill Chain                               | Araña                                 |                        | [ 107 ] |
| 2019 | Elszabadult fenevadak                                  | Primal                                   | Frank Walsh                           | Rátóti Zoltán          | [ 108 ] |
| 2019 |                                                        | Grand Isle                               | Walter                                |                        | [ 109 ] |
| 2020 | Jiu Jitsu – Harc a Földért                             | Jiu Jitsu                                | Wylie                                 | Csankó Zoltán          | [ 110 ] |
| 2020 | Croodék: Egy új kor                                    | The Croods: A New Age                    | Grug (hangja)                         | Schnell Ádám           | [ 111 ] |
| 2021 |                                                        | Prisoners of the Ghostland               | Hero                                  |                        | [ 112 ] |
| 2021 | Willy mesevilága                                       | Willy's Wonderland                       | A gondnok                             | Nem szólal meg         | [ 113 ] |
| 2021 | Disznó                                                 | Pig                                      | Robin "Rob" Feld                      | Csankó Zoltán          | [ 114 ] |
| 2022 | A gigantikus tehetség elviselhetetlen súlya            | The Unbearable Weight of Massive Talent  | Nicolas Cage                          | Schnell Ádám           | [ 115 ] |
| 2022 | Az utolsó vadászat                                     | Butcher's Crossing                       | Miller                                | Csankó Zoltán          | [ 116 ] |
| 2023 | Renfield                                               | Renfield                                 | Drakula gróf                          | Schnell Ádám           | [ 117 ] |
| 2023 |                                                        | The Old Way                              | Colton Briggs                         |                        | [ 118 ] |
| 2023 | Barátság az ördöggel                                   | Sympathy for the Devil                   | Az utas                               | Viczián Ottó           | [ 119 ] |
| 2023 | Öreg gyilkos, nem vén gyilkos                          | The Retirement Plan                      | Matt                                  | Csankó Zoltán          | [ 120 ] |
| 2023 | Pókember: A pókverzumon át                             | Spider-Man: Across the Spider-Verse      | Peter Parker / Pókember Noir (hangja) | Schnell Ádám           |         |
| 2023 | Flash – A Villám                                       | The Flash                                | Kal-El / Clark Kent / Superman        | Nem szólal meg         | [ 121 ] |
| 2023 | Álmaid hőse                                            | Dream Scenario                           | Paul Matthews                         | Csankó Zoltán          | [ 122 ] |
| 2024 | Amikor leszáll az éj                                   | Arcadian                                 | Paul                                  | Csankó Zoltán          |         |
| 2024 | Longlegs – A rém                                       | Longlegs                                 | Longlegs                              | Csankó Zoltán          |         |
| 2024 | A szörfös                                              | The Surfer                               | a szörfös                             |                        |         |
| 2025 |                                                        | The Gunslingers                          | Ben                                   |                        |         |

### Televízió
| Év        | Magyar cím               | Eredeti cím                                                | Szerep       | Megjegyzés                                     | Ref.    |
| --------- | ------------------------ | ---------------------------------------------------------- | ------------ | ---------------------------------------------- | ------- |
| 1981      |                          | The Best of Times                                          | Nicolas      | tévéfilm (Nicolas Coppola néven)               | [ 123 ] |
| 1990      |                          | Industrial Symphony No. 1: The Dream of the Broken Hearted | szívtipró    | tévés színpadi produkció                       | [ 124 ] |
| 1992–2012 | Saturday Night Live      | Saturday Night Live                                        | önmaga       | műsorvezető (1992) Weekend Update cameo (2012) | [ 125 ] |
| 2007      | A Dresden-akták          | The Dresden Files                                          | nem szerepel | vezető producer                                | [ 126 ] |
| 2021      | A szitokszavak története | History of Swear Words                                     | önmaga       | műsorvezető (6 epizód)                         | [ 127 ] |

### Videójáték
| Év   | Játék            | Szerep | Ref.    |
| ---- | ---------------- | ------ | ------- |
| 2023 | Dead by Daylight | önmaga | [ 128 ] |

## Fordítás
- Ez a szócikk részben vagy egészben  a   Nicolas Cage filmography című angol Wikipédia-szócikk fordításán alapul.  Az eredeti cikk szerkesztőit annak laptörténete sorolja fel. Ez a jelzés csupán a megfogalmazás eredetét és a szerzői jogokat jelzi, nem szolgál a cikkben szereplő információk forrásmegjelöléseként.